# Bundesrat
Bundesrat (Savezno vijeće) je jedan od pet njemačkih ustavnih organa, čija je funkcija zastupanje interesa svih 16 njemačkih saveznih pokrajina. Uz Bundestag (Savezni parlament), Bundesrat aktivno sudjeluje u donošenju novih zakona. Često se u stranim medijima tvrdi da njemački parlament ima dva doma (Bundesrat i Bundestag), što je netočno. Njemački parlament je samo Bundestag, a Bundesrat je zasebni ustavni organ koji služi kao korektiv i protuteža Bundestagu.
Kada se u Njemačkoj donosi zakon koji ne dira prava pokrajina, onda je dovoljno da ga izglasa samo Bundestag. Kada se ali donosi zakon koji dira prava pokrajina onda ga moraju izglasati i Bundesrat i Bundestag.
Vlada svake pokrajine imenuje predstavnike te pokrajine u Bundesratu. Ukupan broj zastupnika iznosi 69 s time da broj zastupnika iz pojedine pokrajine ovisi o broju stanovnika te pokrajine:
- Baden-Württemberg 6 glasova
- Bavarska (Bayern) 6 glasova
- Berlin (grad-pokrajina) 4 glasa
- Brandenburg 4 glasa
- Bremen (grad-pokrajina) 3 glasa
- Donja Saska  (Niedersachsen) 6 glasova
- Hamburg (grad-pokrajina) 3 glasa
- Hessen 5 glasova
- Mecklenburg-Zapadno Pomorje (Mecklenburg-Vorpommern) 3 glasa
- Porajnje-Falačka (Rheinland-Pfalz) 4 glasa
- Saarland 3 glasa
- Saska (Sachsen) 4 glasa
- Saska-Anhalt 4 glasa
- Schleswig-Holstein 4 glasa
- Sjeverna Rajna-Vestfalija (Nordrhein-Westfalen) 6 glasova
- Tiringija (Thüringen) 4 glasa

Zastupnici iz pojedine pokrajine moraju uvijek glasati ujednačeno. Dakle svi su ili za ili protiv ili suzdržani.

## Vanjske poveznice
- Bundesrat